# Velîki Dmîtrovîci, Obuhiv
Velîki Dmîtrovîci (în ucraineană Великі Дмитровичі) este localitatea de reședință a comunei Velîki Dmîtrovîci din raionul Obuhiv, regiunea Kiev, Ucraina. În secolul al XIX-lea, satul făcea parte din volostul Velîki Dmîtrovîci, uezdul Kiev.

## Demografie
Componența lingvistică a localității Velîki Dmîtrovîci
     Ucraineană (96,59%)
     Rusă (2,38%)
     Alte limbi (0,57%)
Conform recensământului din 2001, majoritatea populației localității Velîki Dmîtrovîci era vorbitoare de ucraineană (96,59%), existând în minoritate și vorbitori de rusă (2,38%).

## Legături externe
- pl Dmitrowicze Wielkie i Małe în Dicționarul geografic al Regatului Poloniei și al altor țări slave, volum XV, p. 1 (Abablewo — Januszowo) 1900